# Државни сабор у средњовековној Србији
Порекло државног сабора у средњовековној Србији лежи у племенским сазивима наоружаних војника. На овим скуповима су се доносиле одлуке важне за живот и функционисање заједнице, које су се тицале њене организације, верских питања, избора племенских старешина или самог владара. Улога државног сабора била је од велике важности када је требало извршити легализацију промене на престолу, нарочито уколико се радило о насилној промени власти. Новог владара требало је да призна скуп најугледнијих представника родовске аристократије. Током IX и X века, они су представљали окосницу овог представничког тела. Временом, односи снага између учесника сабора постепено су се мењали и зависили су од тренутних прилика у држави.
Када су у питању терминолошке одреднице, под изразима „сабор српски“ или „сав сабор српски“ се по правилу подразумевао сабор Српске православне цркве, док се под именима „сабор отачаства“ или „сабор Земље Српске“ увек подразумевао државни сабор.
Упоредо са јачањем српске државе оснажују и њене најважније државне установе. Владарска титула коју су владари у том периоду носили међу првима је била титула „великог жупана“, док су у државничкој хијејархији одмах иза њега били припадници родовске аристократије са наследном титулом „жупана“, и они су били представници горњег слоја српског племства. У раду државног сабора имали су право да учествују још и војници, али како је њихова улога у раду сабору зависила првенствено од владаревог позива, они нису увек били његов део. Током XII и XIII века на државном сабору састајали су се и представници Рашке епископије, основане 1020. године.

## Састав и надлежност државног сабора у доба Немањића

### Састав
Државни сабор у доба Немањића спадао је у ред најважнијих државних органа, те готово поистовећен са самим владаром. Питања о којима се расправљало на државном сабору зависила су од владареве иницијативе и, као и правила на основу којих се о њима одлучивало, била су у великој мери прожета духом обичајног права.
За време владавине Стефана Немање и његових наследника у састав државног сабора улазила су два сталежа: племство и свештенство. Сви припадници племства, односно властеле, са изузетком властеличића, имали су право да учествују у раду државног сабора и били су позивани од стране владара, који је одређивао, поред предмета сазива, место и време његовог одржавања. Из редова свештенства у раду сабора су учествовали и најважнији представници Српске православне цркве, које је, за разлику од припадника племства, на сабор позивао Поглавар Српске православне цркве. Владарева супруга, његова мајка и престолонаследник су као чланови владарске породице такође имали право да присуствују одржавању сабора.
Сви учесници сабора позивани су, у редовним приликама, писменим путем. Иако укупан број учесника сабора није био нити сталан, нити нарочито велик, преставници властеле били су бројнији у односу на припаднике свештенства. Један од разлога јесте тај што је снага државног сабора превасходно лежала управо у рукама племства: оно је било окосница српске војске, заједно са владаром је обављало важне државничке послове и исказивало му политичку подршку, те је, иако најважнија личност државе, па тако и државног сабора, владар ипак у извесној мери био ограничен интересима представника властеле, од којих је умногоме зависио одабир предмета сабора од стране владара. Зато се може рећи да је државни сабор, под притиском властеле, у одређеној мери ограничавао владареву вољу. Ипак, укупан број учесника сабора није био нарочито велик: радило се о стотинак најистакнутијих личности у српској држави.

### Надлежност
Државни сабор расправљао је о:
- променама на престолу (проглашење наследника престола, крунисање новог владара, увођење у владарско достојанство, напуштање престола);
- унутрашњој и спољној политици државе (питање рата и мира, сукоби међу наследницима престола, уздизање државе на виши ранг);
- законодавству на територији целе државе (као што је учињено у случају доношења Душановог законика 1349. и 1354. године на државним саборима и званичној потврди законика од стране цара Уроша на државном сабору одржаном 1357. године);
- потврди привилегија и права додељених припадницима властеле;
- династичким питањима (оснивање владарских задужбина, уврштење у свете преминулих владара)[5]

Пре доношења неке одлуке владар је тражио мишљење учесника државног сабора. То је због тога што су управо они углавном били детаљније упућени у конкретне прилике и ситуацију у земљи. Питање о којем је државни сабор обавезно одлучивао био је избор Поглавара Српске православне цркве.
Сабор се одржавао на територији српске државе. Уколико је владар био у одсуству, а сабор је поводом неког питања било неопходно одржати, владара је у раду сабора могла да замени и његова супруга.

## Државни сабори у доба Стефана Немање
Државни сабор је био сазиван и пре династије Немањића, иако се у изворима често помиње као тело које свој значај добија тек од њиховог времена. Штавише, сам Стефан Немања, њен родоначелник, како се претпоставља, уведен је у владарско достојанство на државном сабору, који је сазван како би пружио легитимитет том чину, узимајући у обзир да Стефан Немања, како није био најстарији син, није био ни први у реду да наследи престо.

### Први државни сабор
За време његове владавине (1166—1196) одржано је неколико државних сабора, превасходно услед владаревих одлука које су неретко биле супротстављене начелима на којима је било засновано тадашње обичајно право, што је захтевало прихватање таквих одлука од стране представничког тела, државног сабора. Први сабор који је Стефан Немања сазвао по ступању на престо одржан је поводом владареве намере да сузбије ширење јереси и избори се са јеретицима. Током овог сабора је као сведок саслушана једна млада властелинка удата за јеретика, чије је сведочење послужило као доказ да јеретици својим понашањем угрожавају породицу као основну ћелију друштва и тиме сам поредак у држави, што се морало спречити. Ипак, како је мере у борби против јереси требало, у том случају, уперити и против дела владаревих поданика, што се није слагало са обичајним правом, подршка државног сабора била је неопходан корак у даљем сузбијању јереси и Стефан Немања је морао да га спроведе. Евентуално, на основу изнетих доказа, државни сабор уважио је владарев предлог, те је извршен слом јеретичких снага. Наведене чињенице доказују да је овај државни сабор имао радни, а не свечани карактер и да је на њему вођена расправа пре него што је донета одлука.

### Други државни сабор
Државни сабор одржан 1196. године поводом одлуке Стефана Немање да престо и тако управљање државом препусти свом средњем сину, Стефану Немањићу, уместо Вукану, најстаријем, којем је престо требало да припадне према начелу примогенитуре, истиче важност и снагу овог представничког тела када је у питању круг његових надлежности и овлашћења. Немањина одлука не само да није била у складу са начелима тадашњег обичајног права, него је представљала и преседан у политичком смислу који није могао бити олако и брзоплето прихваћен. Другим речима, таква промена претила је да угрози стабилност државног поретка услед потенцијалног наилажења на отпор од стране племства или народа. Зато је владар сазвао државни сабор како би му ово тело пружило политичку подршку на овом кораку. Том приликом је сталеж свештенства, који је био овог пута без већег утицаја на рад сабора, представљао рашки епископ Калиник, који је замонашио Немању, док су представници племства били истакнути чланови локалне управе, војводе као војни заповедници и „војници“, поред владара, његове супруге и синова. Немањином најстаријем сину, Вукану, је, као извесна накнада за изгубљено право да наследи престо, додељена титула „великог кнеза“ и посебна област на управљање, чиме је он у владарском достојанству био изједначен са „великим жупаном“, што је било неопходно урадити јавно и уз подршку државног сабора како би се смањиле шансе за неприлике у држави.

### Трећи државни сабор
Ипак, потврда новоустановљеног поретка од стране државног сабора није била гаранција да ће владарева одлука бити прихваћена и на дуже стазе. Зато је, након што се замонашио, иако то право више, формално посматрано, није имао, Стефан Немања сазвао трећи и последњи по реду државни сабор за време своје владавине не би ли учврстио уведени државни поредак. Државном сабору присуствовали су Немањини синови Стефан и Вукан са својом властелом, представници државне управе и угледне велможе. По свој прилици, овај државни сабор ипак није спречио да неколико година након његовог одржавања уследе сукоби и раскол међу браћом.

## Државни сабори у доба Стефана Душана
Највише државних сабора за време средњовековне Србије одржано је у време када је на њеном челу био највећи српски владар, Стефан Душан (1331-1355). Узимајући у обзир да је Стефан Душан на престо дошао извршивши преврат и поразивши свога оца, Стефана Дечанског, за новог владара је од великог значаја било да што пре стекне подршку истакнутих личности у држави за овај чин, то јест да се изврши легитимизација спроведеног преврата на државном сабору као представничком телу. Зато је Стефан Душан одлучио да сазове сабор на коме ће бити крунисан, о томе обавестио архиепископа Данила и потом заповедио „да буде сабор сабрани отачаства његова“. Како би се учврстила његова позиција на престолу, односно везе са најутицајнијим људима у држави, Стефан Душан је по завршетку обреда крунисања свим учесницима државног сабора поделио свечане дарове.
Стефан Душан је за време своје владавине сазивао државне саборе поводом многобројних питања. У његову надлежност спадало је издавање црквених повеља и повеља властели, старао се о интересима цркве, потврђивао је старе или доносио нове привилегије како манастирима, тако и властели, и све то заједно са угледницима који су учествовали у раду државног сабора и након саветовања са присутним члановима владарске породице. Одлуке су се доносиле на основу договора, што је био основни начин на који је државни сабор у доба Стефана Душана функционисао.

## Државни сабори у доба Стефана Лазаревића
Након смрти деспота Стефана Лазаревића српски престо остао је без наследника: деспот Стефан, наиме, није имао сина, нити наследника по мушкој линији. Осим тога, наслеђивање по женској линији није било дозвољено. Ипак, државни сабор у Сребреници под Рудником одржан поводом овог питања донео је одлуку да деспота Стефана Лазаревића на престолу наследи Ђурађ Бранковић, његов сестрић. Иако се јасно радило о још једном преседану, који је, иако неусаглашен са нормама обичајног права, наишао на подршку државног сабора, уочавају се улога и утицај које је ово представничко тело заиста имало када је реч о најважнијим питањима српске државе, чији је исход у великој мери зависио управо од њега.
За време владавине деспота Стефана одржан је и велики број црквено-народних сабора, који су углавном имали свечани карактер. Ове саборе је подстакао први српски архиепископ, Свети Сава, како би учврстио култ Симеона Мироточивог, а временом су их, осим што су били њихови обавезни учесници, заједно са српском државом организовали представници Српске православне цркве. То је значило оснажење и слогу оба актера: и државе, и цркве. Поред црквено-народних сабора, одржавани су и мањи скупови поводом црквених или манастирских слава.

## Српска православна црква и државни сабор
Од свих државних сабора одржаних за време владавине Стефана Немање, присуство и улога свештенства, односно представника српске цркве, као једног од сталежа са правом учешћа на сабору, најзапаженији су на одржаном првом. По стицању аутокефалности и јачању Српске православне цркве постаје приметнија и улога њених представника на сазивима државних сабора.
Сваки од сталежа имао је своју улогу када је у питању рад државног сабора, с тим да је црква углавном имала задатак да разматра питања верског и моралног карактера, те није имала право да одузме владару његову власт; са друге стране пак црква је имала искључиво право да владара крунише по посебном, црквеном обреду и тако га уведе у владарско достојанство. Тако је архиепископ Сава, након што је краљу Радославу силом одузео престо његов млађи брат Владислав, свестан притиска властеле и да је сабор и раније, као што је то био случај са његовим оцем, Стефаном Немањом, пристао да легитимише овај чин, обавио обред крунисања новог краља.
Пред крај XIV века са стране свештенства у састав државног сабора улазили су архиепископ, 14 епископа, 14 игумана и понекад неколико угледних монаха.

## Сабор у Србији и станак у Босни
Државни сабор у Србији и станак, како се ово тело називало у Босни, имају својих, како сличности, тако и разлика. Када су сличности у питању, и једно и друго тело сазивао је владар. Осим тога, и у састав сабора и у састав станка улазили су представници властеле, велике и мале (обичне). Представници свештенства нису учествовали у раду станка, јер се њихово учење противило феудалним повластицима. Најзад, оба тела вршила су снажан притисак на владара.
Ипак, када је реч о Босни, станак је, по свему судећи, у знатно већој мери ограничавао владара него што је то био случај са државним сабором у Србији. Наиме, ако се узме у обзир да је Босна била изборна монархија, та тврдња сасвим је оправдана: не само да је властела (као и у Србији) која је учествовала у раду станка представљала окосницу војске, него је на основу свога положаја могла да бира и збацује владара са власти. И док је у средњовековној Србији владар имао право да у случају невере одузме земљишни посед властелину, у Босни је владару само припадало право да то предложи, док је коначну одлуку донесио станак, што сведочи о улози коју је имао станак у Босни насупрот државном сабору Србији.